# Barbut sanguini
El barbut sanguini (Lybius guifsobalito) és una espècie d'ocell de la família dels líbids (Lybiidae).
 Habita sabanes obertes i boscos de ribera del sud-est del Sudan, Etiòpia, Eritrea, extrem nord-est de la República Democràtica del Congo, Uganda, oest de Kenya i Tanzània.